# Liste der hannoverschen Gesandten in Österreich
Dies ist eine Liste der hannoverschen Gesandten in Österreich. 

## Missionschefs

### Gesandte desKurfürstentum Hannover
164?: Aufnahme diplomatischer Beziehungen
- 1683–168?: Ferdinand Friedrich von Falkenhayn (1649–1706)
- 1690–1696: Hans Caspar von Bothmer (1656–1732)
- 169?–1705: Bodo von Oberg (1657–1713)
- 1707–1711: Christian Wilhelm von Eyben (1663–1727)

...
- –1730: Daniel Erasmus von Huldenberg[1] (1660–1733)
- 1730–1733: Johann Wilhelm Dietrich Diede zum Fürstenstein (1692–1737)
- 1737–174?: Eberhard Hartmann von Erffa[2] (1695–1753)

...
- 1766–1783: Johann Ludwig von Wallmoden-Gimborn (1736–1811)
- 1784–1787: Christoph Christian von Mühl[3][4] (1761–1804)
- 1787–1790: Friedrich Alexander von Wenckstern (1755–1790)
- 1790–1804: Ernst Christian Georg August von Hardenberg[5][6] (1754–1827)

### Gesandte desKönigreichs Hannover

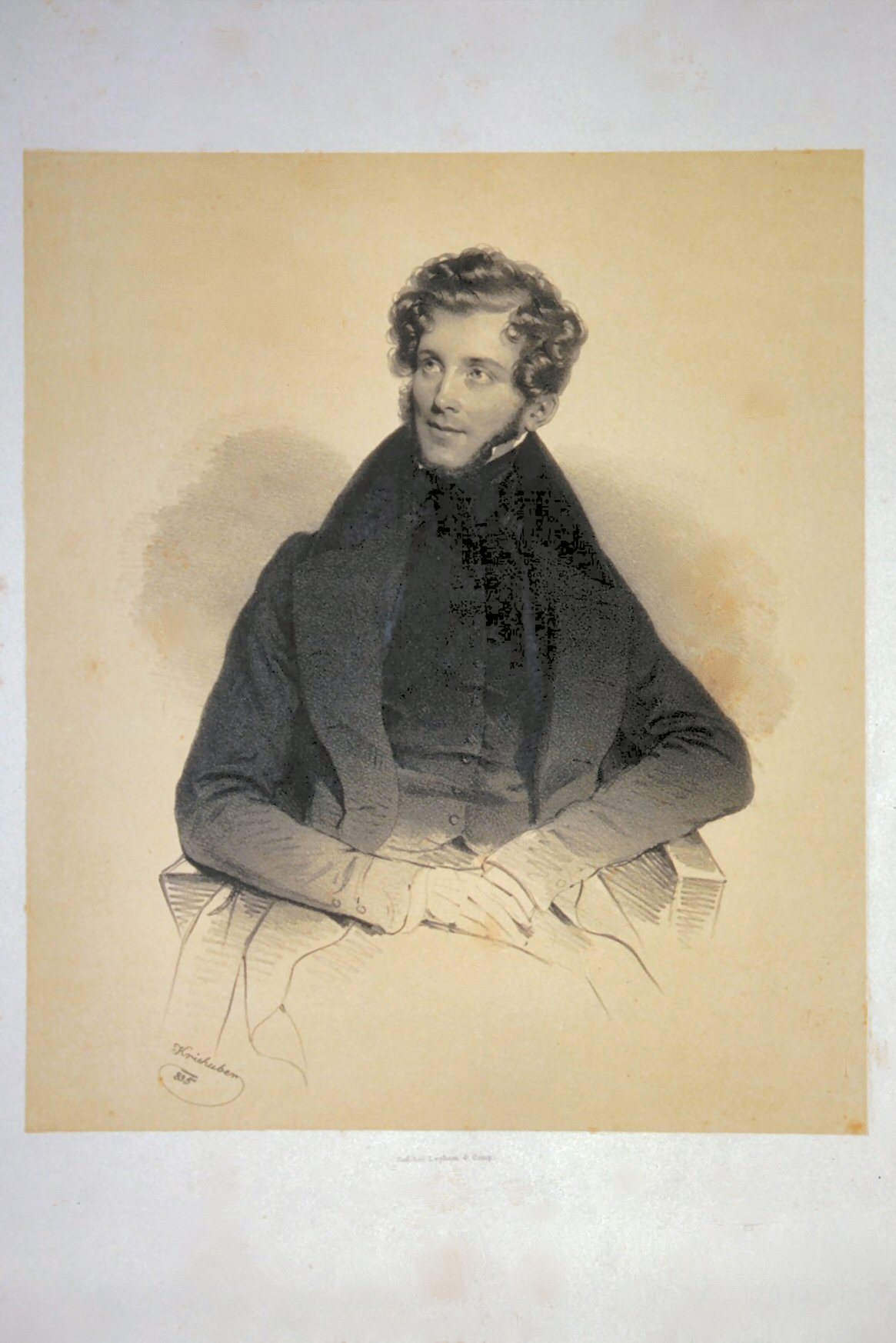
Frh. von Bodenhausen

- 1814–1825: Ernst Christian Georg August von Hardenberg[7] (1754–1827)
- 1826–1830: August Ferdinand von Merveldt[7] (1759–1834)
- 1830–1849: Ernst von Bodenhausen[7] (1785–1854)
- 1849–1852: Adolf von Platen-Hallermund[7] (1814–1889)
- 1852–1865: Bodo Albrecht von Stockhausen[7] (1810–1885)
- 1865–1866: Ernst von dem Knesebeck[7] (1809–1869)

1866: Auflösung der Gesandtschaft infolge der preußischen Annexion Hannovers